# Kuurne-Bruxelles-Kuurne 2018
Kuurne-Bruxelles-Kuurne 2018 var den 70. udgave af cykelløbet Kuurne-Bruxelles-Kuurne. Løbet var en del af UCI Europe Tour-kalenderen og blev arrangeret 25. februar 2018. Det blev vundet af hollandske Dylan Groenewegen fra Team LottoNL-Jumbo.

## Hold og ryttere
| UCI WorldTeams (16)- Bora-Hansgrohe - Quick-Step Floors - BMC Racing Team - AG2R La Mondiale - Lotto NL-Jumbo - Lotto Soudal - Katusha-Alpecin - Sky - FDJ - Trek-Segafredo - Mitchelton-Scott - Bahrain-Merida - EF Education First-Drapac p/b Cannondale - Astana - Dimension Data - UAE Team Emirates UCI Professionelle kontinentalthold (9)- Direct Énergie - Sport Vlaanderen-Baloise - Wanty-Groupe Gobert - Cofidis, Solutions Crédits - Roompot-Nederlandse Loterij - Israel Cycling Academy - Fortuneo-Samsic - WB-Aqua Protect-Veranclassic - Vérandas Willems-Crelan |
| |

### Danske ryttere
- Mads Pedersen kørte for Trek-Segafredo
- Mads Würtz Schmidt kørte for Team Katusha-Alpecin
- Christopher Juul-Jensen kørte for Mitchelton-Scott
- Matti Breschel kørte for EF Education First-Drapac
- Magnus Cort kørte for Astana Pro Team
- Michael Valgren kørte for Astana Pro Team
- Michael Carbel kørte for Fortuneo-Samsic

## Resultater
| \| Samlede stilling \| Samlede stilling \| Samlede stilling \| Samlede stilling \| Samlede stilling \| \| Rytter \| Rytter \| Hold \| Tid \| \| \| ---------------- \| ----------------- \| ---------------------------- \| ---------------- \| ---------------- \| \| 1. \| Dylan Groenewegen \| LottoNL-Jumbo \| 4t 51' 41" \| \| \| 2. \| Arnaud Démare \| FDJ \| + 0" \| \| \| 3. \| Sonny Colbrelli \| Bahrain-Merida \| + 0" \| \| \| 4. \| Pim Ligthart \| Roompot-Nederlandse Loterij \| + 0" \| \| \| 5. \| Justin Jules \| WB-Aqua Protect-Veranclassic \| + 0" \| \| \| 6. \| Jempy Drucker \| BMC Racing Team \| + 0" \| \| \| 7. \| Guillaume Boivin \| Israel Cycling Academy \| + 0" \| \| \| 8. \| Łukasz Wiśniowski \| Team Sky \| + 0" \| \| \| 9. \| Julien Vermote \| Dimension Data \| + 0" \| \| \| 10. \| Timothy Dupont \| Wanty-Groupe Gobert \| + 0" \| \| |                   |                              |            |
| |                   |                              |            |
| Kilde: ProCyclingStats |                   |                              |            |
| Samlede stilling |                   |                              |            |
| Rytter | Rytter            | Hold                         | Tid        |
| 1. | Dylan Groenewegen | LottoNL-Jumbo                | 4t 51' 41" |
| 2. | Arnaud Démare     | FDJ                          | + 0"       |
| 3. | Sonny Colbrelli   | Bahrain-Merida               | + 0"       |
| 4. | Pim Ligthart      | Roompot-Nederlandse Loterij  | + 0"       |
| 5. | Justin Jules      | WB-Aqua Protect-Veranclassic | + 0"       |
| 6. | Jempy Drucker     | BMC Racing Team              | + 0"       |
| 7. | Guillaume Boivin  | Israel Cycling Academy       | + 0"       |
| 8. | Łukasz Wiśniowski | Team Sky                     | + 0"       |
| 9. | Julien Vermote    | Dimension Data               | + 0"       |
| 10. | Timothy Dupont    | Wanty-Groupe Gobert          | + 0"       |